# Woodstock, Georgia
Woodstock är en stad (city) i Cherokee County, i delstaten Georgia, USA. Enligt United States Census Bureau har staden en folkmängd på 24 346 invånare (2011) och en landarea på 28,9 km².